# Jaguar X-Type
Jaguar X-type är en personbil, tillverkad av den brittiska biltillverkaren Jaguar mellan 2001 och 2009. 
X-type förekommer som fyradörrars sedan samt som femdörrars kombi och med bensin- och dieselmotorer mellan 2,0 och 3,0 liter. De två största 6-cylindriga versionerna på 2,5 resp 3,0 liter är fyrhjulsdrivna medan den minsta bensinsexan och dieslarna är framhjulsdrivna. Sexväxlad automat kom årsmodell 2009 då även dieseln fick partikelfilter som standard och därav den något sänkta effekten.
Nypriserna 2009 låg mellan 306.000 och 438.000 kronor beroende på motor, utrustning etc.
Versioner:
| Modell | Motor                   | Cylindervolym | Effekt     | Bränslesystem      | Drivning |
| ------ | ----------------------- | ------------- | ---------- | ------------------ | -------- |
| 2.0    | 6-cyl V-motor DOHC 24v  | 2099 cm³      | 156 hk     | Bränsleinsprutning | FWD      |
| 2.5    | 6-cyl V-motor DOHC 24v  | 2495 cm³      | 196 hk     | Bränsleinsprutning | AWD      |
| 3.0    | 6-cyl V-motor DOHC 24v  | 2968 cm³      | 231 hk     | Bränsleinsprutning | AWD      |
| 2.0D   | 4-cyl radmotor DOHC 16v | 1988 cm³      | 130 hk     | Turbodiesel        | FWD      |
| 2.2D   | 4-cyl radmotor DOHC 16v | 2198 cm³      | 155/143 hk | Turbodiesel        | FWD      |